# Prunus ×dasycarpa
Abricotier d'Alexandrie, Abricotier du Pape, Abricotier noir
Espèce
Prunus ×dasycarpa, l'Abricotier d'Alexandrie, Abricotier du Pape ou Abricotier noir, est une espèce hybride d'arbustes de la famille des Rosaceae.

## Description
Prunus ×dasycarpa est une espèce d'arbre fruitier du genre Prunus. L'espèce a été nommé par Jakob Friedrich Ehrhart en 1791. Les fruits de cet arbre sont de couleur rougeâtre-orangé et les fleurs de couleur blanche. 
Un désaccord existe quant à savoir si l'espèce résulte d'une sélection et d'une hybridation par les humains ou si elle existe à l'état sauvage en Asie occidentale,.

## Systématique
Le nom correct complet (avec auteur) de ce taxon est Prunus dasycarpa Ehrh..
Ce taxon porte en français les noms vernaculaires ou normalisés suivants : Abricotier d'Alexandrie, Abricotier du Pape, Abricotier noir.
Prunus dasycarpa a pour synonymes :
- Armeniaca atropurpurea var. persicifolia Loisel.
- Armeniaca dasycarpa (Ehrh.) Borkh.
- Armeniaca dasycarpa (Ehrh.) Pers.
- Armeniaca fusca Turpin & Poit.
- Armeniaca sibirica var. dasycarpa (Ehrh.) Pers.
- Armeniaca ×atropurpurea Loisel.
- Armeniaca ×dasycarpa subsp. persicifolia (Loisel.) Ser.
- Armeniaca ×dasycarpa var. patakii Pénzes
- Armeniaca ×nigra Pers.
- Armeniaca ×persicifolia Loisel.
- Armeniacoprunus dasycarpa (Ehrh.) Cinovskis
- Armenoprunus dasycarpa (Ehrh.) Janch.
- Prunus armeniaca f. persicifolia (Loisel.) Zabel
- Prunus armeniaca subsp. dasycarpa (Ehrh.) Dippel
- Prunus armeniaca subsp. nigra Desf.
- Prunus armeniaca var. dasycarpa (Ehrh.) Hook.fil.
- Prunus nigra Desf.
- Prunus sibirica var. dasycarpa (Ehrh.) Merrem
- Prunus ×armeniaca var. dasycarpa K.Koch
- Prunus ×dasycarpa f. persicifolia (Loisel.) Rehder
- Prunus ×dasycarpa var. patakii (Pénzes) Pénzes